# Diphascon iltisi
Diphascon iltisi är en djurart som tillhör fylumet trögkrypare, och som först beskrevs av Schuster och Albert A. Grigarick 1965.  Diphascon iltisi ingår i släktet Diphascon och familjen Hypsibiidae. Inga underarter finns listade i Catalogue of Life.